# 고흥 봉래사 신중탱화
고흥 봉래사 신중탱화(高興 蓬來寺 神衆幀畵)는 대한민국 전라남도 고흥군 봉래사에 있는 조선시대의 신중도이다. 2005년 3월 27일 전라남도의 유형문화재 제269호로 지정되었다.

## 개요
나로도 봉래사의 대웅전에 보관되어 있는 불화로, 1776년(정조 즉위년) 구례 천은사에서 조성되었다는 기록이 남아 있다. 불화를 그린 승려는 민휘와 뇌숙이다.
신중탱은 불법을 수호하는 호법신을 묘사한 불화인데 봉래사 신중탱은 고흥 지역에 현존하는 불화 중 가장 연대가 앞서는 작품이다.
화폭은 2단으로 구성되어 있다. 상단 중앙에는 수미산의 부처를 좌우에서 모시는 불법의 수호신 제석천과 범천이 합장한 채 서로 마주보며 서 있다. 제석천과 범천 좌우로 판관 각 1명이 그려져 있으며, 판관 위쪽으로는 천상의 인물들과 동자상이 배치되었다.
하단에는 칼을 잡고 반가부좌한 무장을 중심으로 무기를 든 신중(불법을 지키는 신장으로 화엄신장이라고도 한다.)이 좌우로 각 2명씩 협시되어 있다. 녹색과 적색을 주조색으로 사용하였다.

## 참고 문헌
- 고흥봉래사신중탱화 - 국가유산청 국가유산포털